# Gunnilse IS
Gunnilse IS is een Zweedse voetbalclub uit Angered, een buitenwijk van Göteborg. De club werd opgericht op 16 september 1950 en speelt in de tweede divisie. In het seizoen 2000 kwam Gunnilse IS uit in de op een na hoogste divisie in Zweden, de Superettan. Daarin eindigde de club op de 16de en laatste plaats, waardoor degradatie een feit was.